# Theodor Kordt
Theodor Kordt, auch Theo (* 8. Oktober 1893 in Düsseldorf; † 27. Januar 1962 in Bad Godesberg), war ein deutscher Diplomat in der Zeit des Nationalsozialismus und Botschafter der Bundesrepublik in Griechenland.

## Leben
Kordt, Sohn des Düsseldorfer Architekten Wilhelm Kordt († 1931), besuchte das Gymnasium in Düsseldorf und nahm 1912 das Studium auf. Da er von 1914 bis 1920, zuletzt als Oberleutnant, Militärdienst im Ersten Weltkrieg leistete, legte er erst 1921 das juristische Referendarexamen ab und promovierte an der Universität Bonn. Im Dezember 1921 trat er in den Auswärtigen Dienst ein. Nach Ausbildungsstationen in Neapel und Bern war er zwischen 1931 und 1934 in Berlin und danach in Athen tätig. Im März 1938 war er bei Botschafter Herbert von Dirksen Botschaftsrat in London. Am 15. April 1938 beantragte er die Aufnahme in die NSDAP und wurde zum 1. August 1939 aufgenommen (Mitgliedsnummer 7.054.874). Während des Zweiten Weltkriegs war er an der Gesandtschaft in Bern eingesetzt und kehrte im Mai 1946 nach Deutschland zurück.
1947 erhielt er einen Lehrauftrag für Völkerrecht an der Universität Bonn. Im Juli 1948 war er Zeuge der Verteidigung Ernst von Weizsäckers im Nürnberger Wilhelmstraßen-Prozess. Über seine Entnazifizierung ist nichts bekannt. Als Bevollmächtigter des Landes Nordrhein-Westfalen nahm Kordt im August 1948 am Verfassungskonvent auf Herrenchiemsee teil.
Im Mai 1950 wurde er in der Dienststelle für Auswärtige Angelegenheiten beim Bundeskanzleramt wieder eingestellt und anschließend als Leiter der Abteilung III („Länderabteilung“) in das neugegründete Auswärtige Amt (AA) übernommen, dabei hatte Kordt „vergessen“, seine NSDAP-Mitgliedschaft anzugeben. Kordt wurde am 23. November 1953 deutscher Botschafter in Athen und wurde im September 1958 pensioniert. Von Dezember 1955 bis März 1956 leitete er zwischenzeitlich die deutsche Delegation bei den deutsch-belgischen Ausgleichsverhandlungen.

## Widerstand gegen den Nationalsozialismus
Theodor Kordt führte am 6. September 1938 mit dem britischen Außenminister Lord Halifax ein geheimes Gespräch, in dem er für den Fall eines deutschen Angriffs auf die Tschechoslowakei einen Generalsputsch ankündigte. Außenamtsstaatssekretär Ernst von Weizsäcker und Kordts Bruder Erich Kordt, der vor ihm in der Londoner Botschaft tätig gewesen war und im Februar 1938 als Leiter des Ministerbüros mit dem nunmehrigen Reichsaußenminister Joachim von Ribbentrop nach Berlin gegangen war, hatten ihn im Namen eines Kreises von Militärs um Hans Oster zu dem Gespräch ermächtigt. Die britische Außenpolitik wollte sich auf diese vagen Andeutungen nicht verlassen und versuchte die Sudetenkrise mit der Appeasementpolitik im Münchener Abkommen zu lösen.
Bis zum Ausbruch des Zweiten Weltkrieges unternahmen die Brüder Kordt noch weitere Vorstöße und verrieten dabei auch den fortgeschrittenen Stand der Verhandlungen zum deutsch-sowjetischen Nichtangriffspakt, ohne beim britischen außenpolitischen Berater Robert Vansittart auf Verständnis zu stoßen. Vansittart bezweifelte noch 1948 beim Nürnberger Prozess die Ernsthaftigkeit der Konspiration der ausgewiesenen NSDAP- und SS-Mitglieder, die erwiesenermaßen auch in den folgenden sechs Jahren keinen aktiven Widerstand geleistet hatten.
Von den Widerstandshandlungen des Berliner AA-Mitarbeiters Fritz Kolbe, der den amerikanischen Geheimdienstoffizier Allen Welsh Dulles in Bern mit Informationen vom Schreibtisch des Botschafters zur besonderen Verwendung Karl Ritter, dem Verbindungsbeamten vom AA zum Oberkommando der Wehrmacht (OKW), versorgte, hatte Kordt in seiner Schweizer Zeit nichts bemerkt. Die Wiedereinstellung Kolbes in den deutschen Auswärtigen Dienst nach 1949 wurde auch durch Theodor Kordts negative Stellungnahmen aktiv verhindert.

## Ehrungen
- 1953: Großes Verdienstkreuz mit Stern der Bundesrepublik Deutschland

## Weblink
- Eintrag In: Gerhard Köbler: Wer war wer im deutschen Recht (Online-Version)